# Bures (Meurthe-et-Moselle)
Bures település Franciaországban, Meurthe-et-Moselle megyében. Lakosainak száma 65 fő (2022. január 1.). Bures Arracourt, Bathelémont, Hénaménil, Parroy és Réchicourt-la-Petite községekkel határos.

## Népesség
A település népességének változása:
| Lakosok száma | 55   | 55   | 45   | 64   | 72   | 66   | 62   | 62   | 63   | 65   |
|               | 1968 | 1982 | 1990 | 2006 | 2013 | 2015 | 2017 | 2019 | 2020 | 2022 |